# باکوویچی
باکوویچی (به لاتین: Bakovići) یک منطقهٔ مسکونی در مونته‌نگرو است که در شهرداری کولاشین واقع شده‌است. باکوویچی ۱۳۰ نفر جمعیت دارد و ۹۳۰٫۸۷ متر بالاتر از سطح دریا واقع شده‌است.